# South Platte River

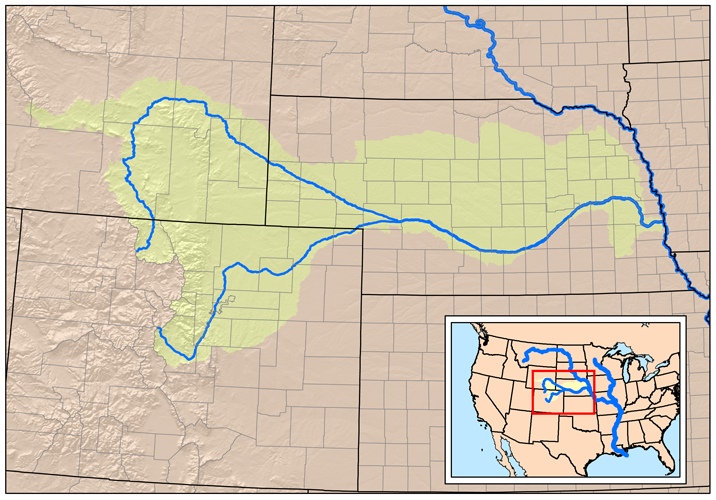
Plattes avrinningsområde (gult), med North och South Platte River.

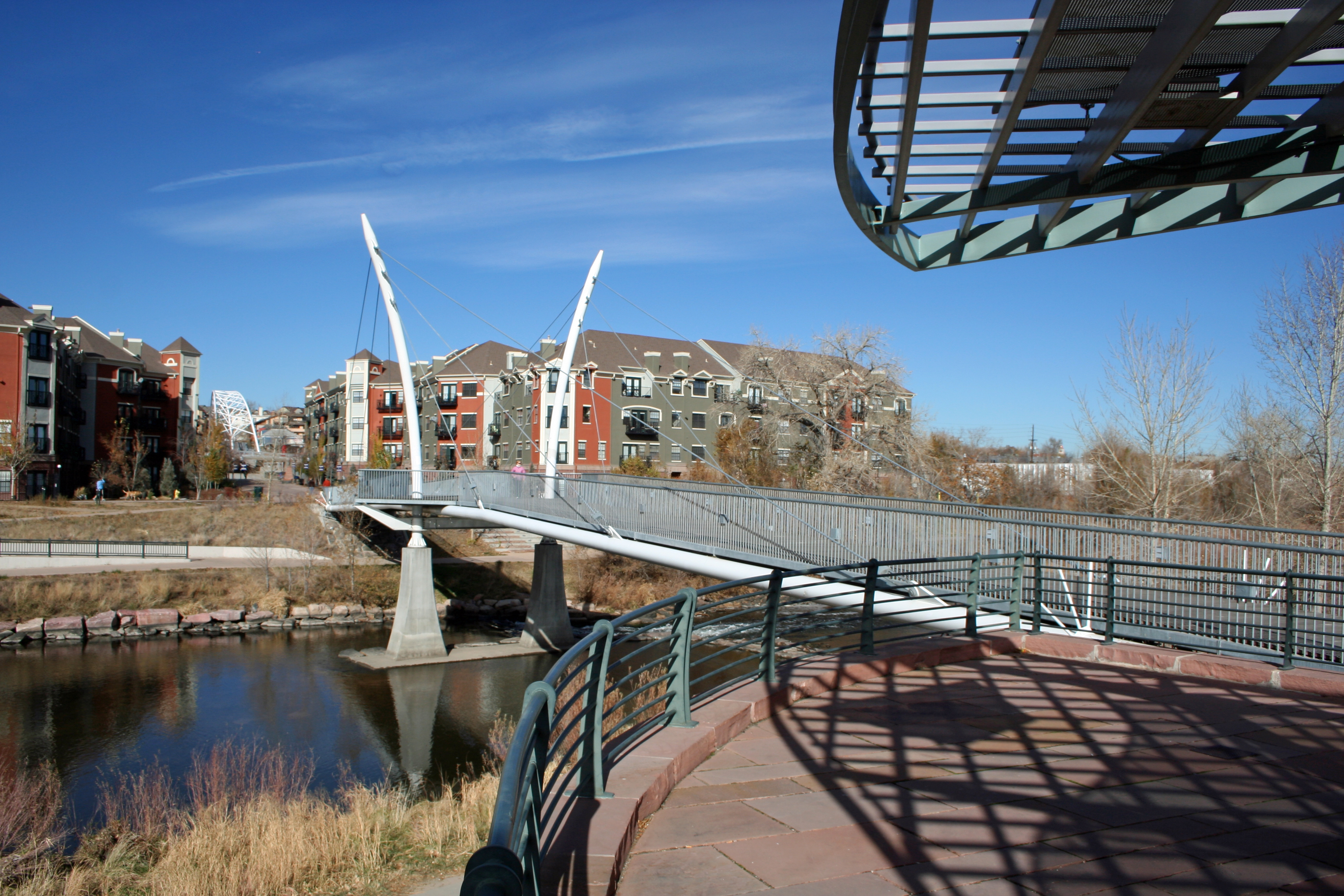
Gångbro över South Platte i Denver.

South Platte River, tidigare río Jesús María, är en av de två floder som bildar Platte River. Den andra huvudfåran är North Platte River. Floden har sina källor i Klippiga bergen och kallas South Platte River från Park County, Colorado där vattendragen South Fork och Middle Fork flyter ihop. Floden rinner huvudsakligen åt nordnordost och genom storstaden Denver. Efter staden Greeley viker floden österut och fortsätter in i västra Nebraska mellan Julesburg, Colorado och Big Springs, Nebraska. Floden passerar Ogallala, Nebraska och förenas med North Platte River i närheten av staden North Platte, Nebraska.